# مقاطعة فريدريكسبورج
مقاطعة فريدريكسبورج هي إحدى مقاطعات الدانمارك السابقة.

## أعلام
- سفين هاسل
- ساساني يوسنج